# Ďáblova prdel
Ďáblova prdel je skalní útvar ze žuly v České Kanadě. Nachází se mezi vesnicemi Terezín, Nový Svět a Valtínov poblíž osady „U panského lesa“ (9 kilometrů od nejbližší železniční zastávky v Kaprouně), přibližně 200 metrů od zelené turistické značky. Svůj charakteristický tvar získal díky zvětrávání. Jedná se o jeden z nejznámějších skalních útvarů České Kanady. Vzdušnou čarou se nachází asi půl kilometru od zemské hranice Čech a Moravy (sám leží na Moravě) a zároveň necelých 200 metrů od hlavního evropského rozvodí Severní-Černé moře (sám leží na straně Černého moře).
Další atrakcí v okolí je rozhledna U Jakuba na Havlově hoře, od které sem vede naučná stezka „Na Ďáblovu prdel“, jež je určena hlavně pro děti.